# Aeroporto nazionale Bill e Hillary Clinton
L'Aeroporto nazionale Bill e Hillary Clinton (IATA: LIT, ICAO: KLIT, FAA LID: LIT), conosciuto anche come Aeroporto nazionale Clinton, Campo Adams o semplicemente Aeroporto di Little Rock, è un aeroporto civile situato nella periferia orientale di Little Rock, capitale dell'Arkansas, negli Stati Uniti d'America. È gestito dalla Commissione aeroportuale municipale di Little Rock.
Con 2,1 milioni di passeggeri all'anno, è il più grande aeroporto commerciale dell'Arkansas. Pur non avendo destinazioni internazionali, vi sono oltre 50 voli giornalieri in arrivo o partenza, con 14 città collegate nonstop.

## Storia
L'aeroporto venne intitolato originariamente "Campo Adams" (Adams Field), in memoria del capitano George Geyer Adams del 154º Squadrone Osservatori della Guardia Nazionale dell'Arkansas, morto in servizio il 4 settembre 1937, grande sostenitore dell'aeroporto e consigliere comunale di Little Rock. American Airlines fu la prima compagnia a servire Little Rock, con il primo volo atterrato il 19 giugno 1931. Durante la seconda guerra mondiale l'aviosuperficie venne usata dalla Terza forza aerea dell'Aeronautica militare statunitense per attività di pattugliamento antisommergibile e addestramento. Nel 1972 venne aperto l'odierno terminal con 12 cancelli d'imbarco. Il 1º giugno 1999 il volo American Airlines 1420 proveniente da Dallas/Fort Worth si schiantò durante l'atterraggio, provocando 11 morti.
Nel 2008 fu approvato un piano quindicinnale di rinnovo dell'aeroporto, inclusa la realizzazione di altri quattro imbarchi, per un totale di 16 imbarchi. Il 20 marzo 2012 la commissione aeroportuale municipale di Little Rock deliberò di ridenominare l'aeroporto in onore dell'ex presidente degli Stati Uniti Bill Clinton e di sua moglie, ex Segretario di stato, Hillary Clinton.